# کریگ سامسون
کریگ سامسون (انگلیسی: Craig Samson؛ زادهٔ ۱ آوریل ۱۹۸۴) بازیکن فوتبال اهل بریتانیا است.
از باشگاه‌هایی که در آن بازی کرده‌است می‌توان به باشگاه فوتبال داندی، باشگاه فوتبال سنت میرن، باشگاه فوتبال داندی یونایتد، باشگاه فوتبال کیلمارنوک، و باشگاه فوتبال کیلمارنوک، و باشگاه فوتبال مادرول اشاره کرد.
وی همچنین در تیم ملی فوتبال زیر ۲۱ سال انگلستان بازی کرده‌است.